# هاتون قیلقا
هاتون قیلقا (به اسپانیایی: Hatun Qillqa) یک کوه در پرو است که در Peru, Apurímac Region, Antabamba Province واقع شده‌است. هاتون قیلقا ۵٬۰۰۰ متر بالاتر از سطح دریا واقع شده‌است.